# 메아리 (가수)
메아리 (1996년 11월 4일 ~)는 대한민국의 가수다. 2021년 싱글 앨범 [노래하는메아리1st]로 데뷔했다.

## 학력
- 중앙대학교 연희예술전공 판소리

## 방송
- 헬로트로트 (2021) - Top42(37위)
- 불후의명곡 (2022.03) 레전드 디바특집 정훈희 무대 특별 출연)

## 음반
- 노래하는메아리1st (2021)